# Lozzi
Lozzi est une commune française dans la circonscription départementale de la Haute-Corse et le territoire de la collectivité de Corse. Elle appartient à l'ancienne piève de Niolo. Il s'agit de la plus haute commune de Corse, à 1 041 mètres d'altitude.

## Géographie

### Situation
Lozzi est l'une des cinq communes du Niolo. Jusqu'au XVIIIe siècle, la communauté de Lozzi se trouvait dans la piève de Niolo. Depuis 1999, la commune fait partie du « territoire de vie » Niolu du parc naturel régional de Corse auquel elle a adhéré.
Communes limitrophes

### Géologie et relief
Lozzi se trouve dans la Corse Hercynienne ancienne (ou occidentale), formée essentiellement par un vaste batholite de roches magmatiques ; celui-ci se caractérise par des appareils volcano-plutoniques (complexes annulaires) comme le complexe alcalin anorogénique permien (entre -280 et -240 Ma) du Cinto.
Lozzi se situe dans la « Corse cristalline » qui, géologiquement, est constituée en grande partie par des roches d'origine volcanique (rhyolites et ignimbrites). Les sommets sont formés d'éboulis et de blocs de rochers nus, avec çà et là, des pelouses rases.
La commune est nichée à 1 044 mètres d'altitude ; son territoire est entièrement situé au-dessus de 800 mètres (817 à 1 044 mètres) dans un cirque glaciaire dominé par le plus haut sommet de l'île, le Monte Cintu qui culmine à 2 706 mètres.
Le territoire occupe le bassin versant de la rivière Ercu qui prend sa source au lac du Cintu (2 300 mètres) pour se jeter à Cuccia, dans le Golu, le plus long fleuve de Corse.
Accrochée à la crête Monte Cinto (2 706 m) - Capu a u Verdatu (2 583 m) - Capu Biancu (2 562 m), une chaîne secondaire perpendiculaire d'ouest en est à l'arête centrale orientée nord-sud de l'île, réunit une série de hauts sommets sur une vingtaine de kilomètres dépassant les 2 000 mètres d'altitude : Punta Minuta (2 556 m), Paglia Orba (2 525 m), etc. La commune s'étale au sud, en direction du lit du Golo occupé aujourd'hui par le lac de Calacuccia, jusqu'aux limites de la commune éponyme.
Limites territoriales

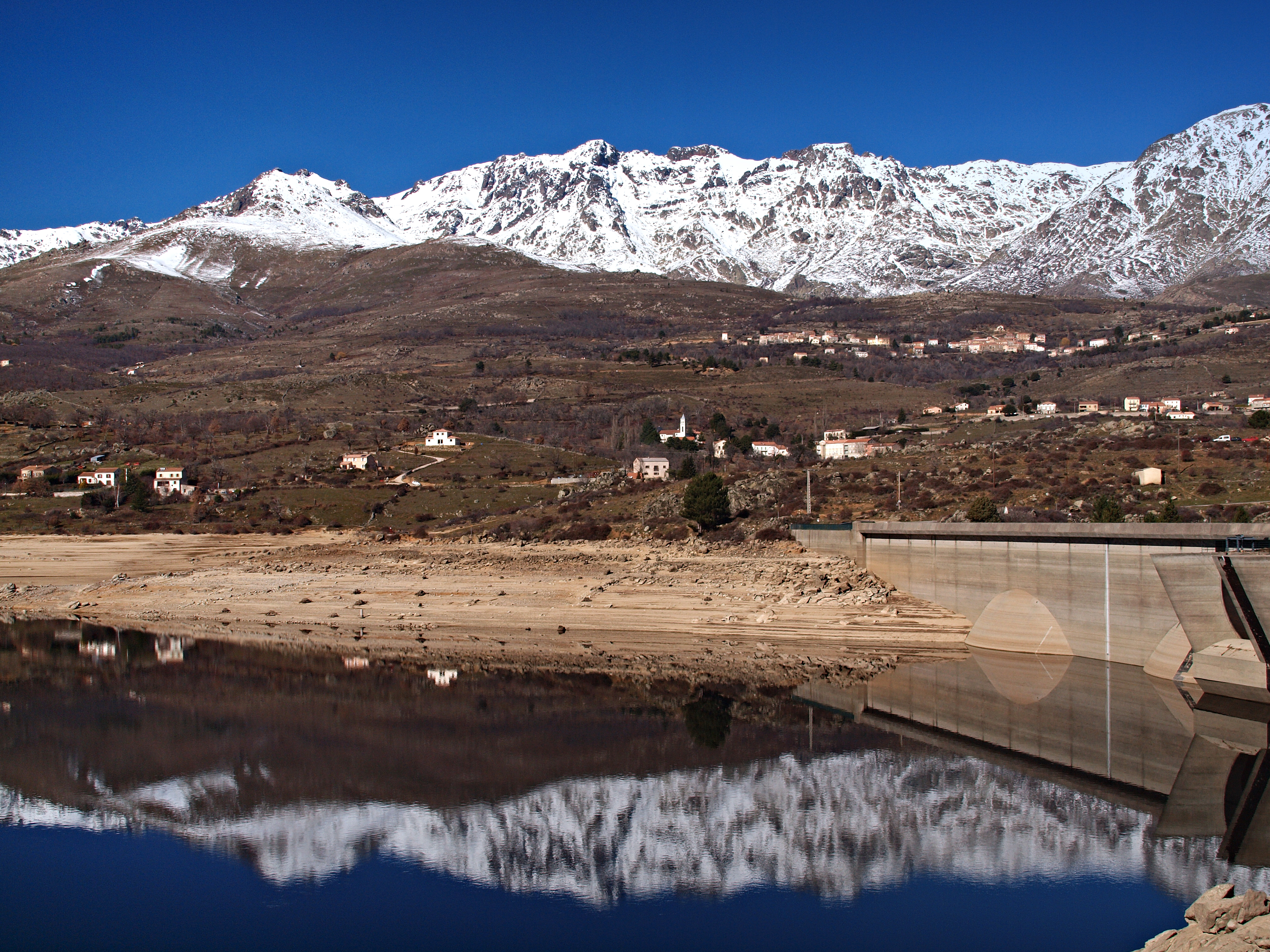
Vue de Lozzi depuis le lac de Calacuccia.

Le territoire communal se présente grosso modo, sous forme d'un hexagone, avec Capu a u verdatu au nord. Ses limites se définissent ainsi :
- au nord, depuis Capu Falu (2 540 m) à l'ouest jusqu'à Capu a u verdatu (2 583 m) à l'est, via les sommets Pointe des Éboulis (2 607 m), Monte Cinto (2 706 m), Capu Ciuntrone (2 656 m), Punta Sellola (2 592 m) et sa crête ;
- à l'est, de Capo a u verdatu jusqu'à Missoghja (1 619 m) au sud, via les sommets Capu Terra Corscia (2 092 m), Punta di Grotta Rossa (1 816 m), puis descendant jusqu'à 1 123 m d'altitude pour prendre le cours du ruisseau de Forcioli affluent de l'Ercu, jusqu'au lieu-dit Sansario ;
- au sud, depuis Sansario à l'est jusqu'à Capigliolu a e Furchelle (1 401 m) à l'ouest, via Bocca di (col de) Sansario (1 014 m) et un point situé à environ (450 m) au N-NO du couvent Saint-François du Niolo (Calacuccia) -la démarcation passe entre les villages de Lozzi et de Calacuccia, puis passe à 400 m au sud de Poggio-di-Lozzi ;
- à l'ouest, depuis Capigliolu a e Furchelle, la démarcation grimpe vite aux 2 184 m du Capu di Villa avant de rejoindre Capu Falu au nord-ouest.

### Hydrographie

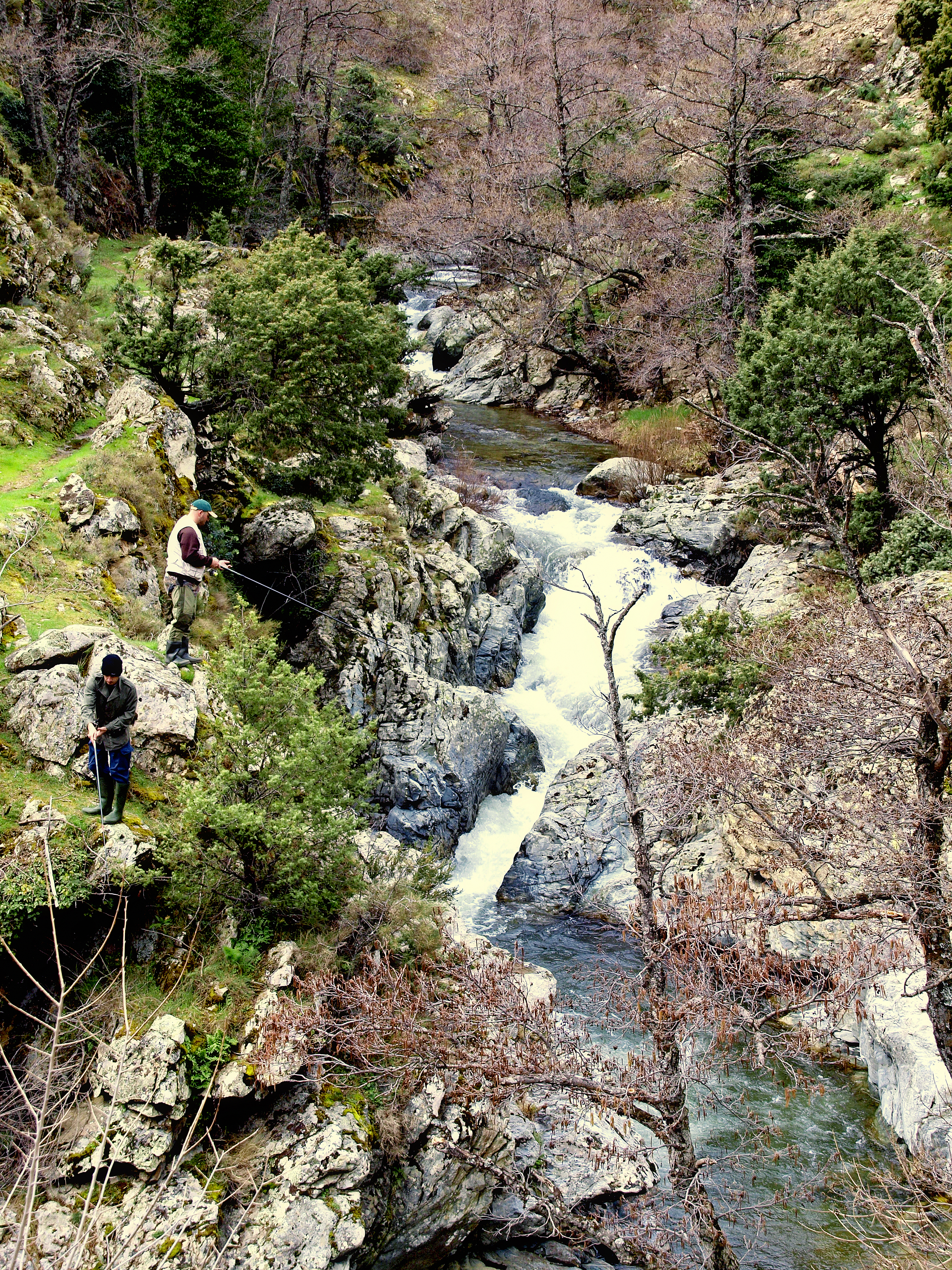
L'Erco en amont du pont de Cuccia.

Le territoire est représenté par le bassin versant du ruisseau d'Erco. Il possède un réseau dense de cours d'eau naissant sous la ligne de crête la plus élevée de l'île et enneigée plusieurs mois durant.

Les principaux sont le ruisseau de Vergalellu qui longe au nord le village de Poggio-di-Lozzi avant de se jeter dans le lac de Calacuccia, et le ruisseau d'Erco. Ce dernier, qui naît au lac du Cintu (2 300 mètres) pour se jeter dans le Golu à Cuccia, reçoit les eaux de nombreux ruisseaux : de Cappiaghja son principal affluent, d'Alzi Mozzi, de Pulella, de Monte Cinto, de Travizzolu, d'Osu, etc.

### Climat et végétation
Lozzi est la commune la plus haute de Corse. Sur les hauteurs, les conditions climatiques y sont extrêmes. L'enneigement dure longtemps, parfois huit à neuf mois. S'y trouvent des névés permanents aux ubacs.
Sur cette terre de bergers, les pelouses rases procurent depuis des siècles de fraîches estives.
Autrefois, la commune était  en grande partie couverte de pins laricio, dans le prolongement de la forêt de Valdu Niellu. La longue et lente déforestation entreprise par les habitants leur avait permis de vivre de l'agriculture. Aux flancs du massif du Cinto, trop hauts pour que le maquis y pousse, les vestiges de l'ancien système agropastoral sont encore bien visibles. Les nombreuses terrasses de culture (lenze) et les plus de deux cents aires de battage à blé dallées (arghia à chjappata) avaient été construites à l'époque par une population coupée du monde, des gens refoulés des plaines par les différents occupants, et obligés de subvenir à leurs besoins alimentaires.
De nos jours, on voit à nouveau pousser par endroits, de jeunes plants de pins. Les semences sont déposées par le vent du sud-ouest franchissant le col de Vergio et balayant la vaste forêt territoriale de Valdu Niellu.
Lozzi ne possède plus qu'une forêt de châtaigniers qui poussent jusqu'à l'étage du village.

### Voies de communication et transports

Panorama sur Lozzi et le Monte Cinto.

#### Accès routiers
Pour se rendre à Lozzi, il faut obligatoirement emprunter la D 84, route reliant Francardo (Omessa) sur la Route territoriale 20 ex-RN 193 à Porto (Ota) et unique route pour pénétrer dans le Niolu (passage par la Scala di Santa Regina et par le col de Vergio).
Il existe ensuite deux possibilités pour se rendre au village :
- la D 218 à prendre à la sortie de Calacuccia vers Albertacce, à hauteur de l'église Saint-Pierre-et-Saint-Paul ;
- la D 318 à prendre à l'entrée d'Albertacce en venant de Calacuccia et ensuite la D 518.

Quelle que soit la départementale empruntée, la route grimpe jusqu'à Lozzi (dénivelé de 150 m) et offre plusieurs points de vue remarquables sur les montagnes environnantes (Monte Cintu, Paglia Orba, I Cinque Frati, etc.) et sur le lac de Calacuccia.

#### Transports
Lozzi n'est desservi par aucun service de transports publics. La gare la plus proche est celle de Francardo, distante de 25 km.
Le village est distant de :
- 65 km de l'aéroport de Bastia Poretta,
- 97 km de l'aéroport de Calvi-Sainte-Catherine,
- 108 km de l'aéroport d'Ajaccio-Napoléon-Bonaparte,
- 76 km du port de commerce de L'Île-Rousse,
- 82 km du port de commerce de Bastia,
- 103 km du port de commerce d'Ajaccio.

## Urbanisme

### Typologie
Au 1er janvier 2024, Lozzi est catégorisée commune rurale à habitat dispersé, selon la nouvelle grille communale de densité à sept niveaux définie par l'Insee en 2022.
Elle est située hors unité urbaine et hors attraction des villes,.

### Occupation des sols
L'occupation des sols de la commune, telle qu'elle ressort de la base de données européenne d’occupation biophysique des sols Corine Land Cover (CLC), est marquée par l'importance des forêts et milieux semi-naturels (99 % en 2018), une proportion identique à celle de 1990 (99 %). La répartition détaillée en 2018 est la suivante : 
milieux à végétation arbustive et/ou herbacée (61,9 %), espaces ouverts, sans ou avec peu de végétation (33,1 %), forêts (4 %), zones agricoles hétérogènes (1 %). L'évolution de l’occupation des sols de la commune et de ses infrastructures peut être observée sur les différentes représentations cartographiques du territoire : la carte de Cassini (XVIIIe siècle), la carte d'état-major (1820-1866) et les cartes ou photos aériennes de l'IGN pour la période actuelle (1950 à aujourd'hui).

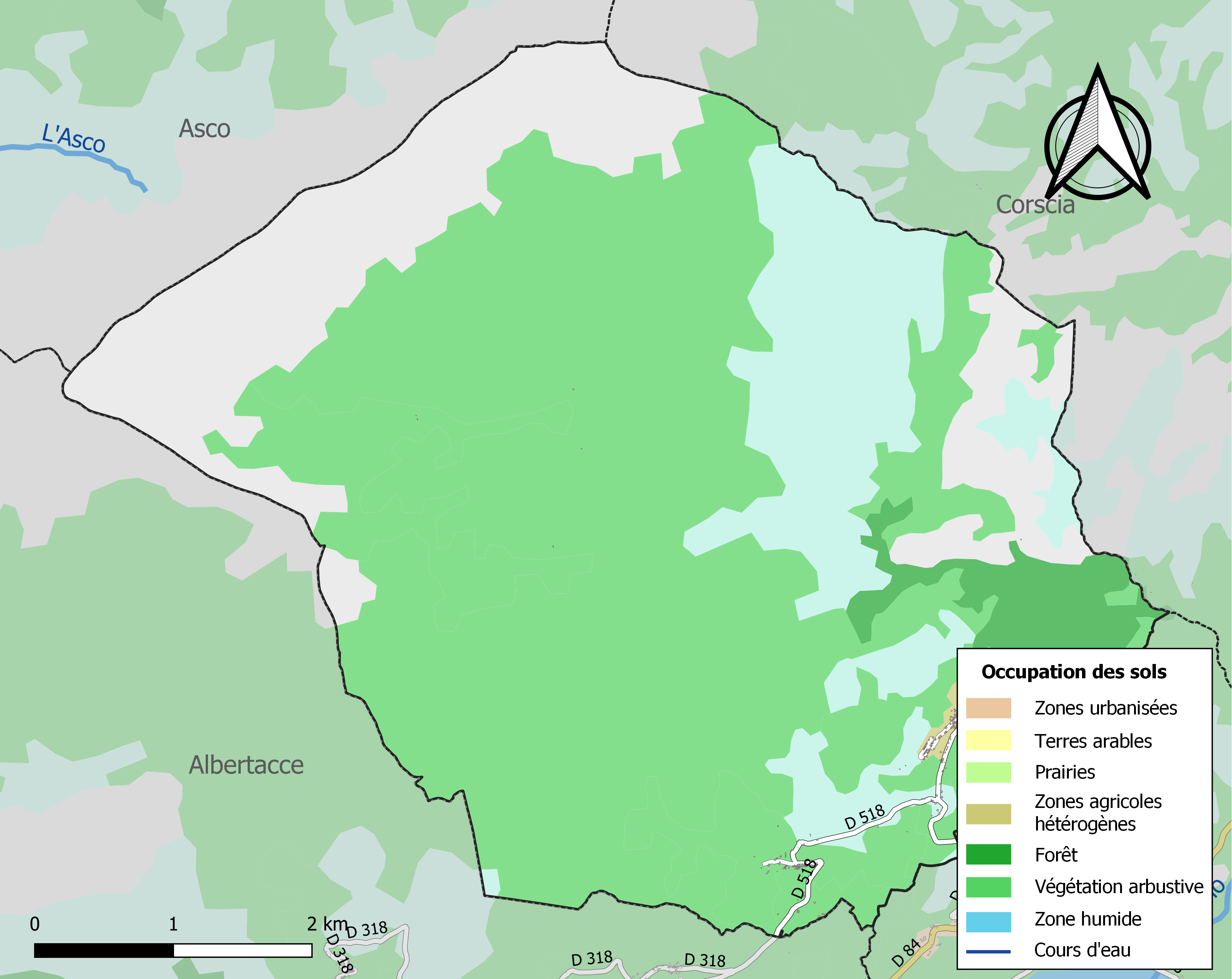
Carte des infrastructures et de l'occupation des sols de la commune en 2018 (CLC).

### Lozzi-Village

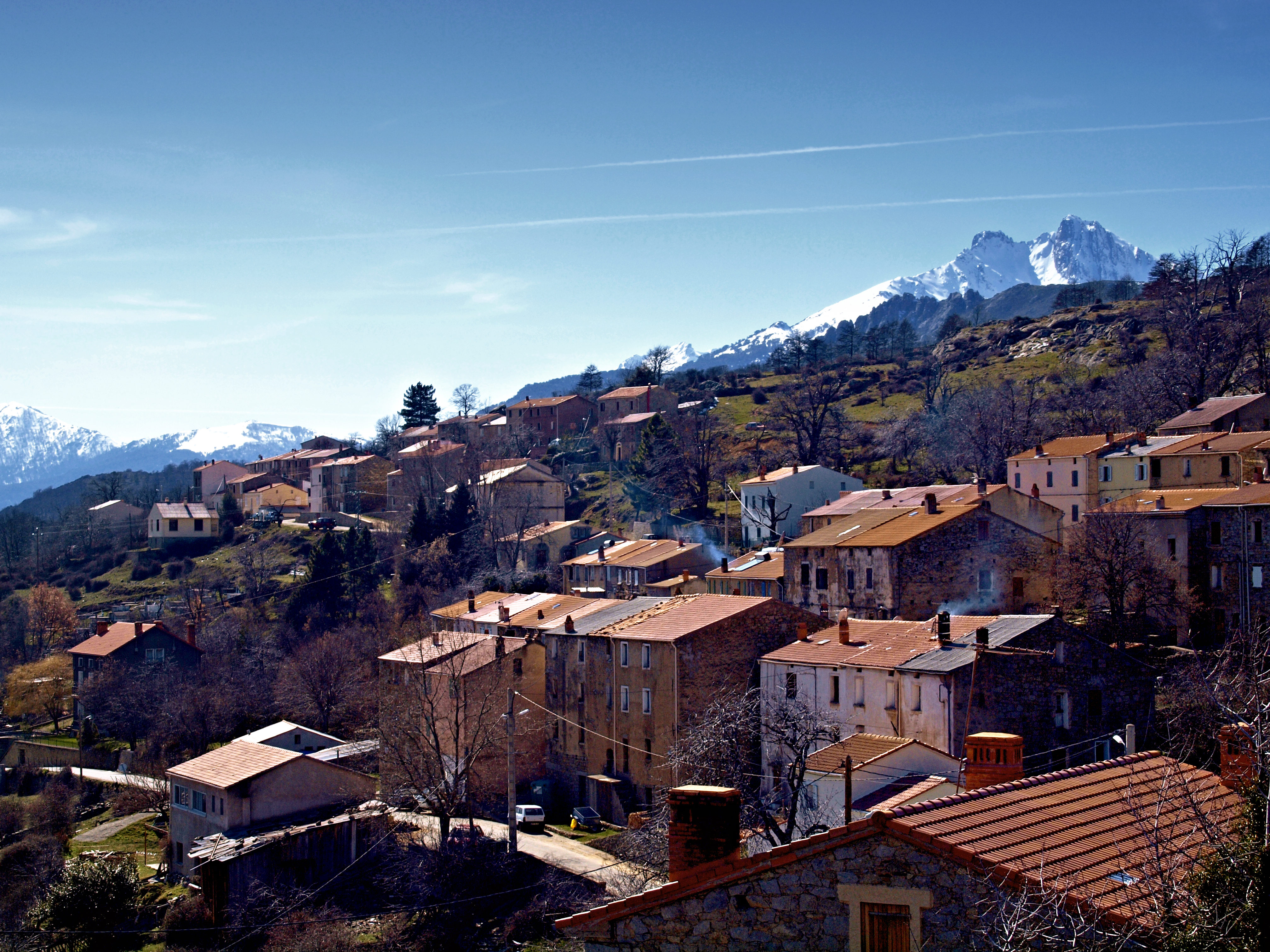
Vue de Lozzi depuis les maisons d'Acquale.

Chevriers ou bergers de chèvres (appelés en langue corse i capraghji) et bergers de brebis (appelés i picuraghji) ne cohabitaient pas puisque les premiers demeuraient à Lozzi et les autres à Acquale. À l'origine moins aisés, les chevriers emmenaient leur troupeau paître dans le Filosorma (vallée du Fango et Galéria) où le pacage était libre tandis que les autres gagnaient les plaines de Balagne, à Calenzana, car ils pouvaient payer le droit de pacage. Lozzi était habité par deux grandes familles de bergers : la famille Simeoni au hameau de Lozzi et les Acquaviva au hameau de L'Acquale.
Une particularité de la commune est de posséder des terres dans la vallée du Filosorma et surtout, dans celle du Marsolinu (Marzulinu) à l'est de Galéria, avec les hameaux de Prezzuna, et de Chiusone. Cette anomalie « géographique » est liée à l'histoire des habitants de ce village dont l'activité pastorale les obligeait l'hiver à transhumer vers des climats plus cléments.

### Acquale
Les hameaux Lozzi et Acquale, qui se touchent, sont un lieu de montagne de caractère. Ici, point de grosses bâtisses mais des maisons à hautes façades, alignées sur la montagne à 1 040 m d'altitude, avec des rues pavées et des escaliers en pierres brutes.

### Poggio-di-Lozzi

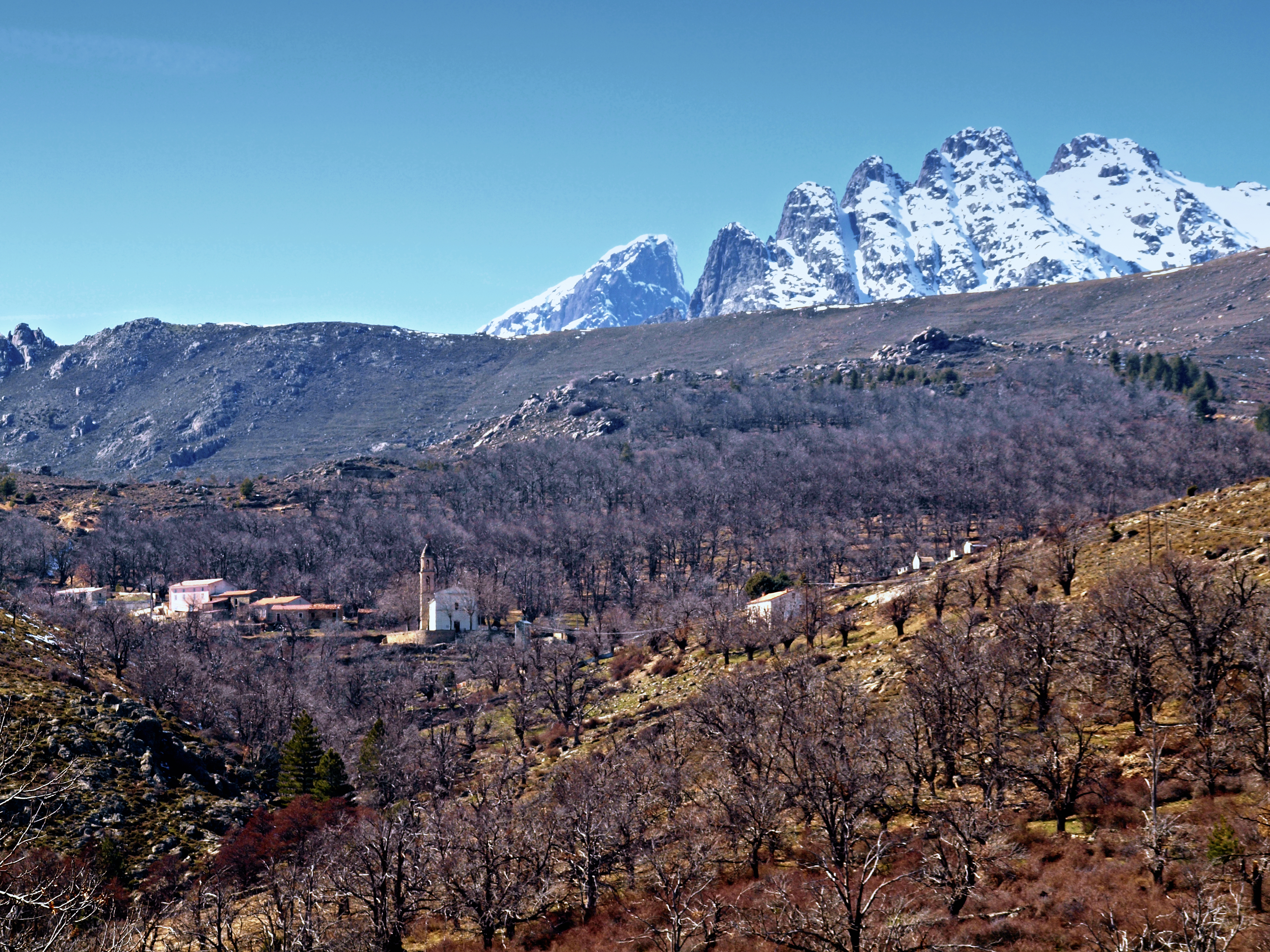
Vue de Poggio et I Cinque Frati.

Poggio-di-Lozzi (U Poghju) est situé à l'ouest de Lozzi. Les deux villages éloignés de 1,2 km sont reliés par la route D 518. Ils se situent à une quasi même altitude, soit 1 040 mètres et sont séparés par le ruisseau de Vergalellu. Le bâti est ancien et les constructions sont alignées sur une arête rocheuse orientée Est-ouest. Le village possède une église et un monument aux morts.
À Poggio-di-Lozzi il y avait deux grandes familles de capraghji et de picuraghji, les Rossi et les Luciani. Comme pour le village de Lozzi, les premiers, moins aisés, conduisaient leur troupeau dans la Falasorma tandis que les autres partaient passer l'hiver à Calenzana.
Si l'on poursuit la D 518, on rejoint Albertacce ; mais on peut se rendre directement à Calasima, le plus haut village de Corse, en empruntant la bretelle D 318.
Poggio-di-Lozzi avait tenté vainement de créer une commune propre en 1906. Il est resté hameau de Lozzi.

## Toponymie
Le nom corse de la commune est Lozzi [ˈlottsi]. Ses habitants sont les Luzzinchi.

## Histoire

### Temps modernes
Au XVIe siècle, vers 1520, la pieve du Niolo était inhabitée, le Magnifico Officio ayant fait détruire les habitations des villages qui la composaient : Lozzi, l’Acquale, Ercu, Corscia, Calacuccia, Casamaccioli, Sidossi et l’Erbechincie.
Le village dans sa forme actuelle date de la fin du XVIIe siècle ; une maison d'Acquale (hameau principal) porte l'inscription 1696.
L'ancienne communauté villageoise était éparpillée sur plusieurs hameaux dont certains (cités au Moyen Âge) ont aujourd'hui totalement disparu. La mémoire locale rapporte en effet qu'il y avait un hameau sur la rive gauche de l'Ercu, près du pont de Santa-Lucia, et un autre à San-Martinu, près du monument aux morts actuel.

En raison du dévouement des Niolins aux Cinarchesi (« ils avaient montré ostensiblement les sentiments les plus hostiles à l'égard des Génois et avaient fait le plus d'efforts pour combattre leur domination »), Niccolò D'Oria, futur Doge de Gênes, avait en effet ordonné en 1503 que toutes les maisons du Niolo soient rasées et les habitants déportés. Lorsque certains purent revenir dans leur pays, ils n'auraient pas reconstruit tous les anciens villages, notamment ceux de San-Martinu et d'Ercu ; la présence du pont de Santa Luccia, qui ne mène aujourd'hui nulle part, et de chemins autrefois importants, tendrait à prouver l'existence de ce hameau d'Ercu.
- Dans la Galleria delle Mappe au sein des musées du Vatican, juste avant de pénétrer dans la chapelle Sixtine, le village de Lozzi (ainsi que Niolo et Albertaccio) est déjà mentionné, avec cette orthographe, sur les cartes de la Corse réalisées par Ignazio Danti entre 1580 et 1583.
- 1753 - Un habitant du village, Barretta Vechja (vieille casquette), fut impliqué dans l'assassinat à Corte, du général de la Nation Ghjuvan Petru Gaffori. Poursuivi, il se réfugia dans le Niolu et choisit pour abri une anfractuosité rocheuse située tout près du pont de Fontanello, au-dessus du Golo.
- 1754 - En représailles de ce meurtre, les troupes du général Paoli encerclèrent le village ; il y eut 5 morts et 10 blessés.
- 1769 - Après la bataille de Ponte-Novo, Maria Letizia Ramolino, enceinte de son fils Napoléon Bonaparte, séjourna deux mois à l'Acquale dans une grande maison toujours visible (U Palazzu), sous la protection du père Francescu Acquaviva, ecclésiastique, docteur de l'université de Padoue.

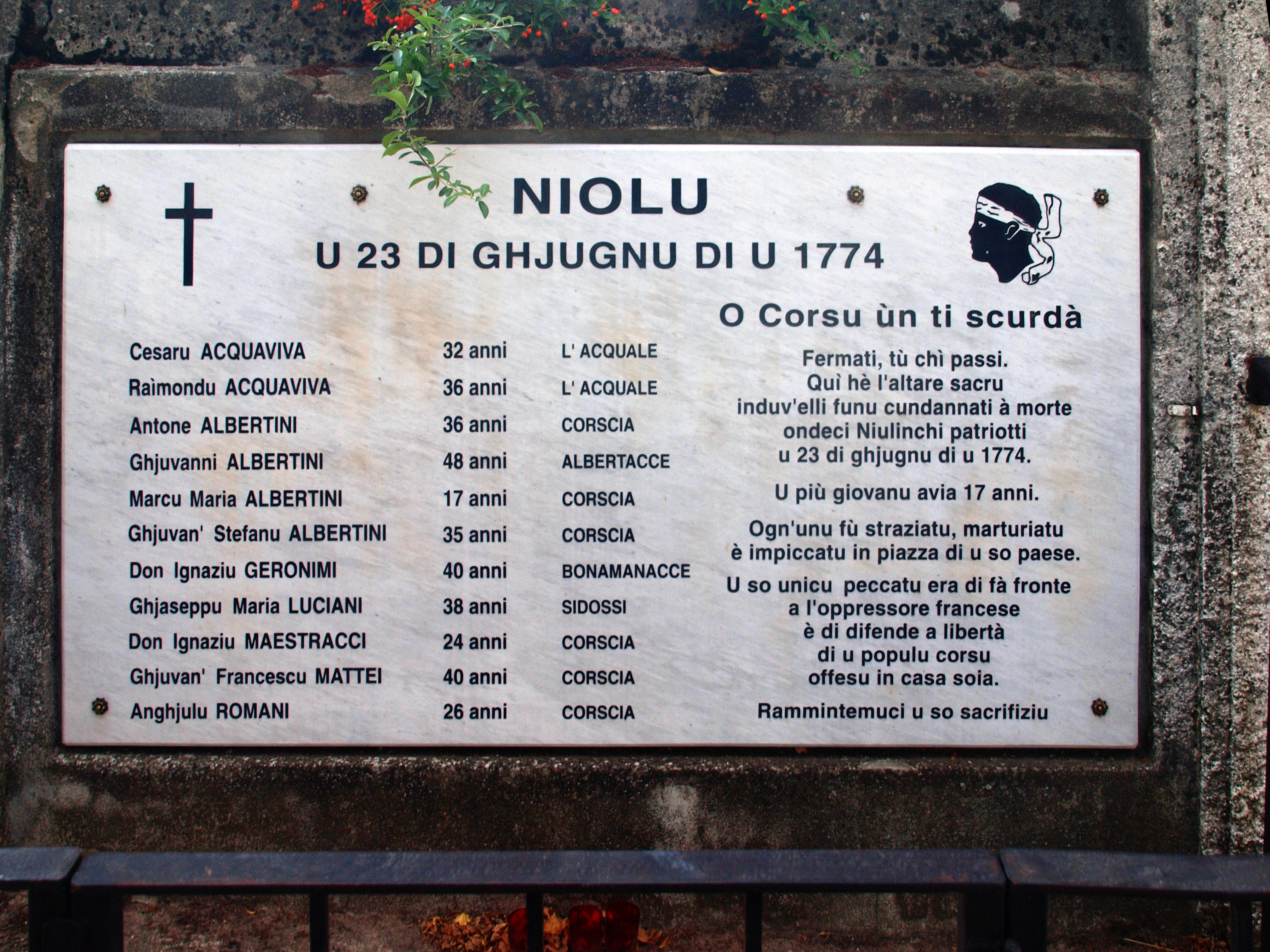
Plaque commémorative au couvent Saint-François à Calacuccia.

- 1773 - Révolte du Niolu contre les troupes françaises ; elle est impitoyablement réprimée par les troupes du général Sionville et ses supplétifs corses dont François-Antoine Gaffori dit Gafforiu[Note 3],[14], fils de Jean-Pierre Gaffory.
- 1774 - Le 23 juin, Sionville fera pendre aux châtaigniers du couvent Saint-François-di-Niolu (Conventu San Francescu) de Calacuccia, onze paysans Niolins dont Cesaru (dit Ciccione) et Raimondu Acquaviva de l'Acquale. Le plus jeune avait 17 ans. Une plaque commémorative est apposée à l'entrée du couvent.
- 1789 - La Corse fait partie du royaume de France.
- 1790 - Avec la Révolution, est créé le département de Corse, puis en 1793, ceux de El Golo (l'actuelle Haute-Corse) et du Liamone (l'actuelle Corse-du-Sud). Un décret du 26 février 1790 crée les cantons (ex-pievi). La pieve du Niolo devient le canton de Calacuccia.
- 1793 - L'orthographe du nom de la commune attesté depuis le XVIe siècle est francisé sous la forme Lotzi. La piève de Niolo devient le canton de Niolo, dans le district de Vico et dans le département du Liamone.
- 1801 - La commune qui porte toujours son nom de Lotzi, est dans le canton de Niolo, dans l'arrondissement de Vico et dans le département du Liamone. Elle reprendra peu après son nom actuel Lozzi.
- 1811 - El Golo et Liamone fusionnent pour ne former qu'un seul département, celui de Corse. Lozzi dans le canton de Niolo, passe dans l'arrondissement de Corte.
- 1828 - Le canton de Niolo prend le nom de canton de Calacuccia[16].

### Époque contemporaine
- 1906 - Une tentative fut faite de créer une commune propre à Poggio (l'un des hameaux) : les réactions de la population furent si vives que le projet fut abandonné.
- 1954 - Les communes de Albertacce, Calacuccia, Casamaccioli, Corscia et Lozzi formaient le canton de Calacuccia. Lozzi comptait alors 728 habitants.
- 1973 - De nouveaux cantons sont créés dont le canton de Niolu-Omessa, créé avec la fusion imposée des anciens cantons d'Omessa et de Calacuccia. Calacuccia en est le chef-lieu.
- 1975 - Calacuccia est dans le département de la Haute-Corse nouvellement créé, l'île étant divisée en deux départements.

## Politique et administration

### Liste des maires
La mairie se trouve au hameau de Lozzi. Le conseil municipal est constitué de 11 personnes.
| Période   | Période   | Identité             | Étiquette | Qualité            |
| --------- | --------- | -------------------- | --------- | ------------------ |
| 1811      |           | M. Simeoni           |           |                    |
| 1838      |           | Francescu Acquaviva  |           |                    |
| mars 2001 | mars 2008 | Marcel Flori         | PRG       | Décédé             |
| mars 2008 | 2014      | Jean-Félix Acquaviva | REG       | Député (2017-2024) |
| 2014      | En cours  | François Acquaviva   |           |                    |

## Population et société

### Démographie
L'évolution du nombre d'habitants est connue à travers les recensements de la population effectués dans la commune depuis 1800. Pour les communes de moins de 10 000 habitants, une enquête de recensement portant sur toute la population est réalisée tous les cinq ans, les populations de référence des années intermédiaires étant quant à elles estimées par interpolation ou extrapolation. Pour la commune, le premier recensement exhaustif entrant dans le cadre du nouveau dispositif a été réalisé en 2007.

En 2022, la commune comptait 110 habitants, en évolution de −9,09 % par rapport à 2016 (Haute-Corse : +5,15 %, France hors Mayotte : +2,11 %).
| 1800 | 1806 | 1821 | 1831 | 1836 | 1841 | 1846 | 1851 | 1856 |
| ---- | ---- | ---- | ---- | ---- | ---- | ---- | ---- | ---- |
| 563  | 573  | 540  | 754  | 772  | 825  | 862  | 971  | 968  |

| 1861  | 1866 | 1872  | 1876 | 1881  | 1886  | 1891  | 1896  | 1901  |
| ----- | ---- | ----- | ---- | ----- | ----- | ----- | ----- | ----- |
| 1 015 | 965  | 1 014 | 932  | 1 033 | 1 043 | 1 070 | 1 046 | 1 145 |

| 1906  | 1911  | 1921  | 1926  | 1931  | 1936  | 1946 | 1954 | 1962 |
| ----- | ----- | ----- | ----- | ----- | ----- | ---- | ---- | ---- |
| 1 204 | 1 201 | 1 104 | 1 009 | 1 146 | 1 185 | 769  | 728  | 359  |

| 1968 | 1975 | 1982 | 1990 | 1999 | 2006 | 2007 | 2012 | 2017 |
| ---- | ---- | ---- | ---- | ---- | ---- | ---- | ---- | ---- |
| 348  | 247  | 230  | 136  | 132  | 130  | 130  | 122  | 118  |

| 2022 | - | - | - | - | - | - | - | - |
| ---- | - | - | - | - | - | - | - | - |
| 110  | - | - | - | - | - | - | - | - |

Malgré son altitude, la commune était plutôt bien peuplée jusqu'au début des années soixante. Elle fut toutefois durement éprouvée par les deux guerres mondiales. Durant la Première Guerre mondiale 76 de ses enfants laissèrent leur vie au front. La forte natalité permit de combler en partie cette saignée et la population comptait 1 165 âmes en 1938. La baisse de la démographie suivit le déclin de l'activité pastorale de la commune à partir des années cinquante.
La population de Lozzi a compté jusqu'à 1 185 habitants en 1936, avant de décroître brutalement et régulièrement jusqu'à nos jours : 769 hab. en 1946, 359 hab. en 1968.

### Culture, Enseignement
Il n'existe aucun établissement scolaire à Lozzi. Les écoles maternelles les plus proches se trouvent à Corte et à Ponte-Leccia, localités respectivement distantes par route de 30 km (40 min) et de 34 km (40 min). L'école primaires publique la plus proche se trouve à Calacuccia, commune voisine, distante par route de 4 km  (6 min).
Le collège d'enseignement général le plus proche est le collège Pascal-Paoli de Corte, soit à 30 km. Quant au lycée le plus proche, le lycée Pascal-Paoli de Corte, il se situe à 30 km.

### Santé
Un médecin généraliste a son cabinet à Calacuccia où se trouve aussi une pharmacie. Des infirmiers exercent à Calacuccia et à Albertacce, à près de 5 km.
Le Centre hospitalier intercommunal Corte-Tattone se situe à 30 km.

### Manifestations culturelles et festivités
- Fête patronale du village : le jour de la Saint-Jacques, le 25 juillet, une procession part de l'église Saint-Jacques et fait le tour du village.

### Sports

#### Football
L'AS Lozzi a été créé en 1997 par les jeunes du village. Le premier président fut Noël Siméoni, l’entraîneur était André Acquaviva. Le club a disputé le championnat de promotion d'honneur C puis s'est engagé par la suite en football entreprise où il a atteint le plus haut niveau régional (Division d'Honneur). Le club a cessé son activité en 2003 sur une défaite en finale du challenge d'encouragement face à la Société Générale de Corse.

#### Randonnées
Ascension du Monte Cinto
En 1926, Paul Helbronner (1871 - 1938), un polytechnicien qui effectuait alors la triangulation de la Corse, y avait construit au sommet un abri en pierre, avec un toit et une porte. En 1929, cet abri existait encore et, pendant quelques années, les rares excursionnistes de l’époque allaient y coucher plutôt que de passer la nuit à la bergerie de Cesta ou à celle de Pulella. Pour effectuer ces mesures, Helbronner faisait allumer des grands feux sur le Cintu, mais aussi sur le monte Rotondo et le monte Stello, afin de pouvoir mieux les localiser, grâce à une lunette, depuis le continent : Mont Agel et Mont Chauve près de Nice, et Coudon à l’est de Toulon.
Sentier Nature
Une longue piste carrossable pour les seuls 4WD permet de s'approcher du Monte Cinto en passant par « l'observatoire ». Elle conduit jusqu'aux bergeries de Petra Pinzuta où est aménagé un parking. À partir de ce lieu, prendre le sentier menant au refuge de l'Ercu (1 667 mètres) du P.N.R.C.. Continuer ensuite en direction du lac du Cinto (2 289 m). Du refuge de l'Ercu, une bretelle permet d'accéder à proximité du monte Cinto.
Sentier de transhumance
Le territoire communal est traversé par le sentier de la transhumance, un chemin muletier millénaire entre Niolo et Filosorma, toujours emprunté par quelques bergers.

### Cultes
Le culte pratiqué est le catholicisme. La paroisse, l'église Saint-Jacques (San Ghjàcumu) le Majeur, relève du diocèse d'Ajaccio.

## Économie

### Tourisme

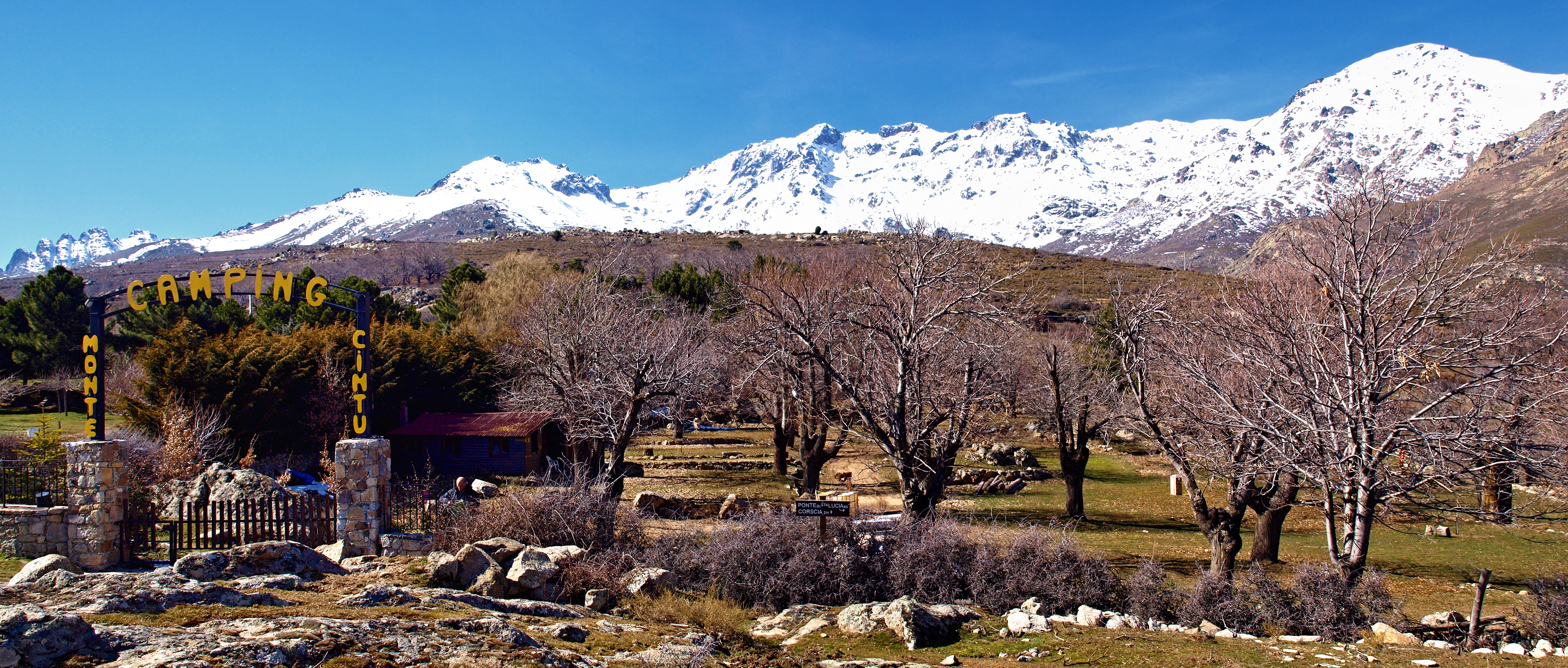
Camping sous Monte Cinto.

La commune est fréquentée en été par de nombreux randonneurs qui se rendent au Monte Cinto. Elle dispose de deux campings attenants (Armone et Monte Cinto), proches de « l'observatoire » au lieu-dit Battaiola. Installés à 1 080 mètres d'altitude dans un bois de châtaigniers au pied du Monte Cintu, ils sont probablement les campings les plus hauts de Corse. En saison, l'un propose des chambres d'hôtes, l'autre fait pizzeria.

## Culture locale et patrimoine
Lozzi possède un important patrimoine : aires à battre, bergeries, chapelle, église, fontaines, fours, maisons, monuments aux morts, ponts, remises et séchoirs, dont l'inventaire a été dressé par la Médiathèque Culturelle de la Corse et des Corses.

### Musée de Lozzi - Casa Francescu Flori

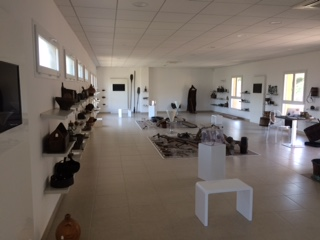
120 m2 d'exposition permanente consacrés aux pièces de la collection.

Sa précieuse collection, rassemblant 521 objets, est à découvrir à la Casa Francescu Flori.
Les pièces présentées - les plus anciennes datant de la fin du XVIIIe siècle - proviennent des savoir-faire artisanaux, des métiers d'antan. Elles ont trait à la vie domestique de la civilisation agro-pastorale insulaire et plus particulièrement à celle de la vallée du Niolu. Le visiteur découvrira , ainsi, le Niolu de l'époque paoline jusqu'à la Seconde Guerre mondiale. Le musée dispose, entre autres, du seul métier à tisser traditionnel répertorié en Corse.
Cet important ensemble a été collectées par François Flori (1911-1984), puis inventorié par une amoureuse de la région niulinca, docteur en ethnologie : Beate Kiehn.
Le musée est ouvert tous les jours, en juillet et en aout, de 16 h à 19 h.

### Lieux et monuments
- Monuments aux Morts de Lozzi et de Poggio-di-Lozzi.
- Maison dite u Palazzu (1735) avec chapelle privée, à l'Acquale. Elle servit de résidence temporaire de Letizia Bonaparte.
- Maison datée 1696 à l'Acquale.
- Bâti du village de Poggio-di-Lozzi, typique, avec une église baroque au clocher isolé et un four communal.
- Anciennes bergeries de Cesta, Petra Tileri, Biccarellu, Petra Pinzuta.
- Ponts anciens (génois ?) sur la rivière Ercu : ponte di Santa Lucia (914 m) et ponte Ercu (875 m).
- « L'observatoire », piton rocheux de 1 080 m d'altitude remarquable par sa position au-dessus d'Acquale. Le lieu est repérable par le grand pylône qui y est installé par SFR. S'y trouve une table d'orientation.
- Moulin à farine de châtaigne, au lieu-dit Battaiola, proche de l'observatoire. C'est une construction récente qui traite les châtaignes récoltées dans les environs.

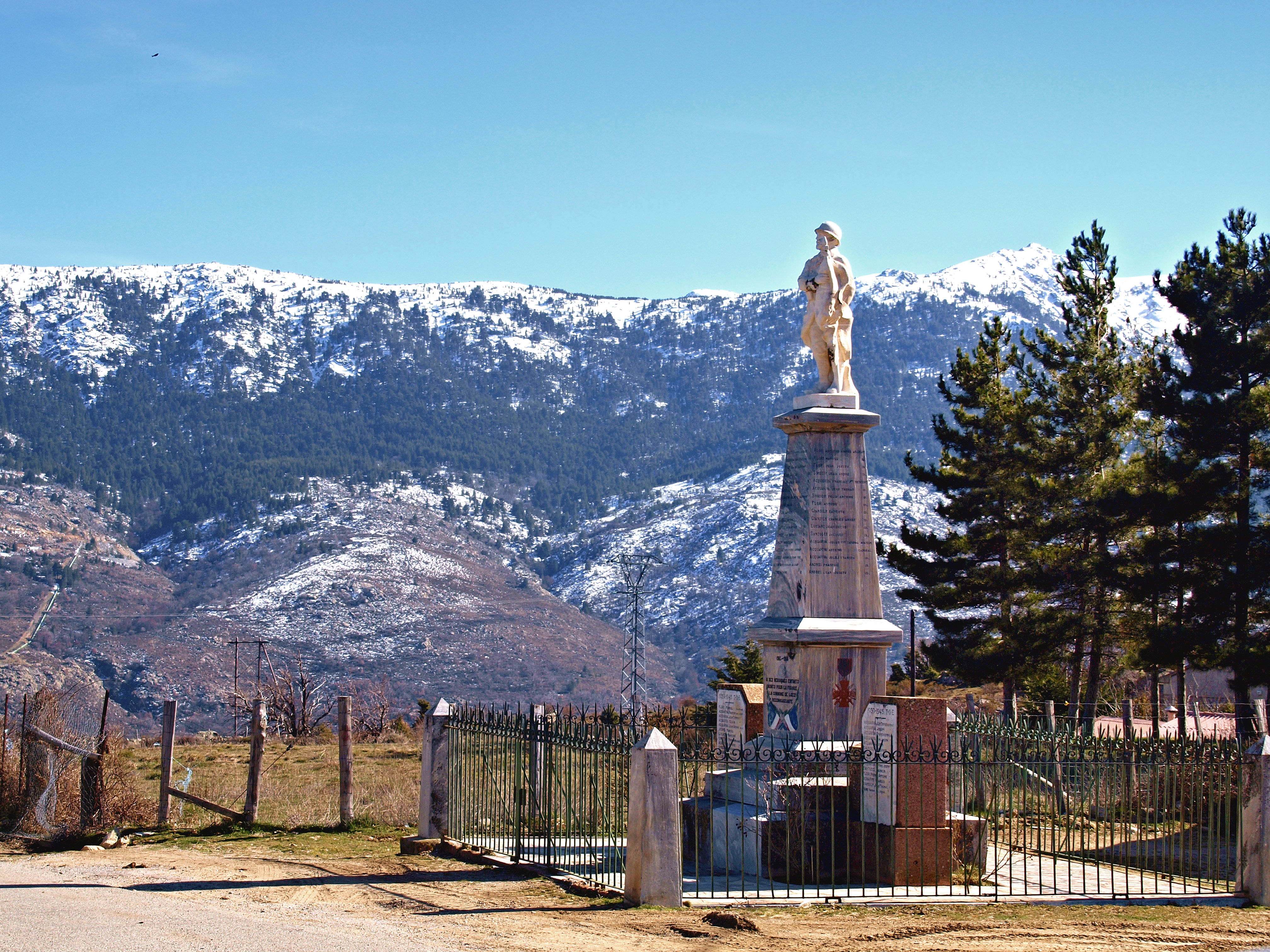
Monument aux morts de Lozzi.
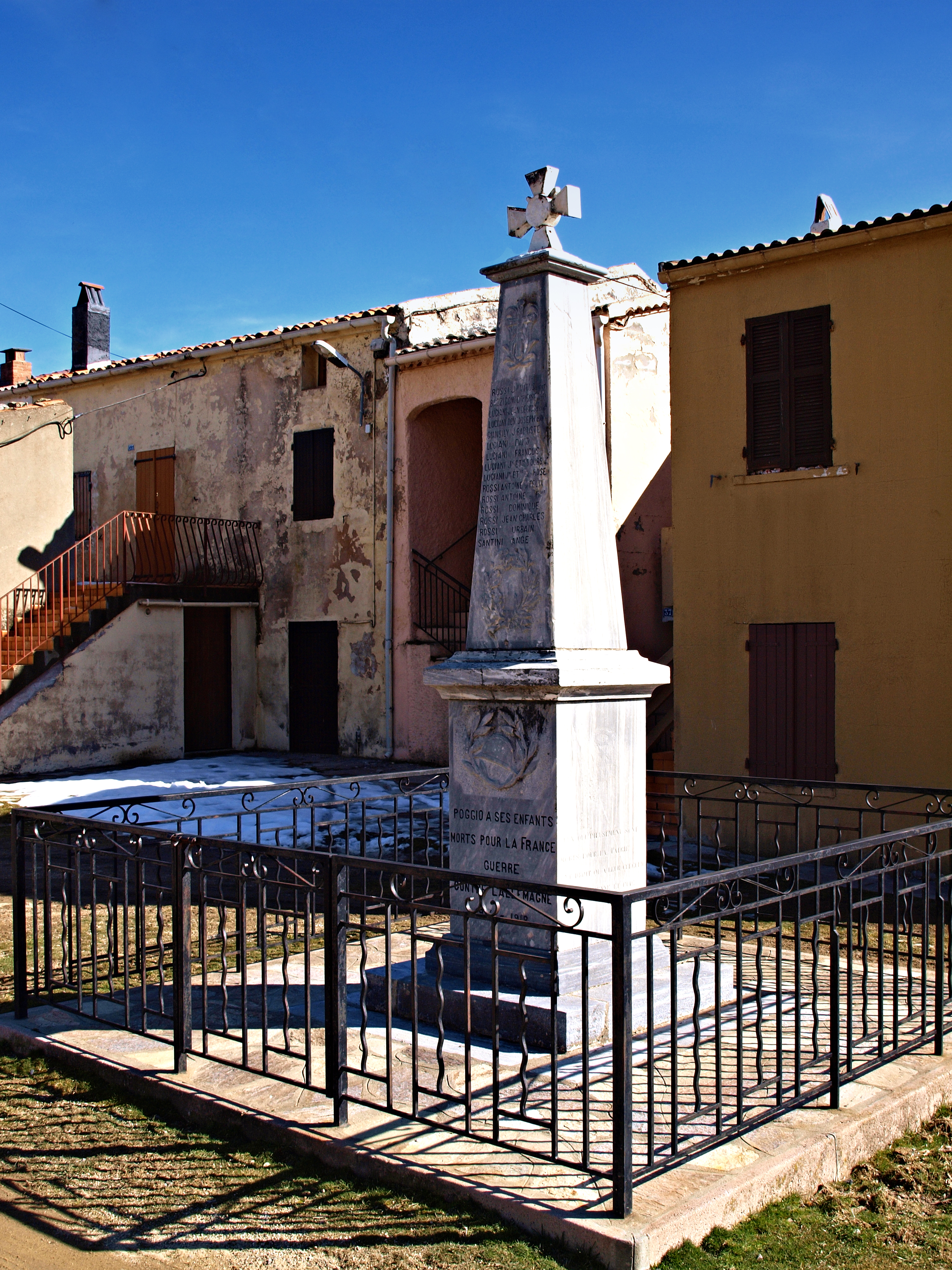
Monument aux morts de Poggio-di-Lozzi.
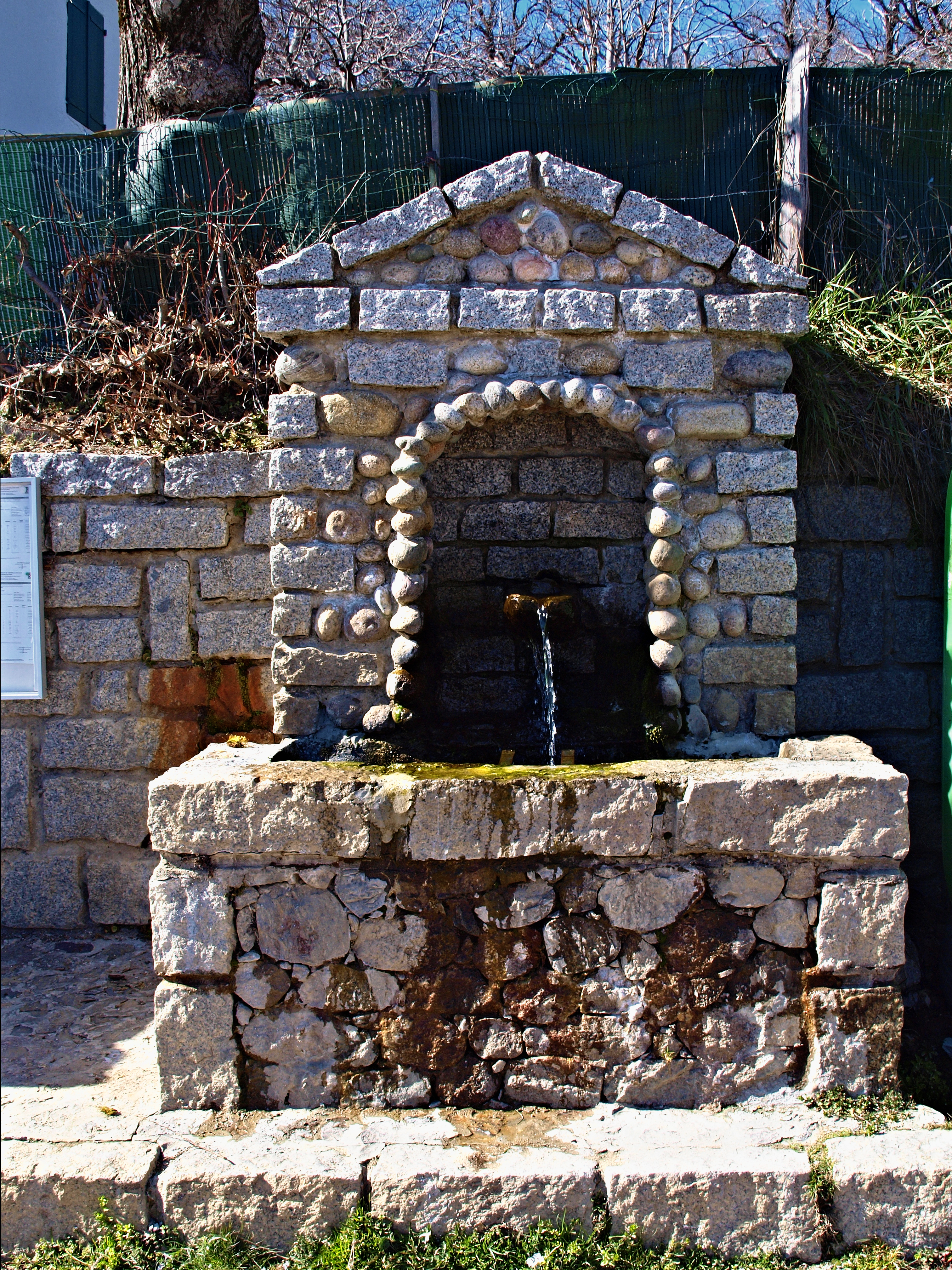
Fontaine à Lozzi.
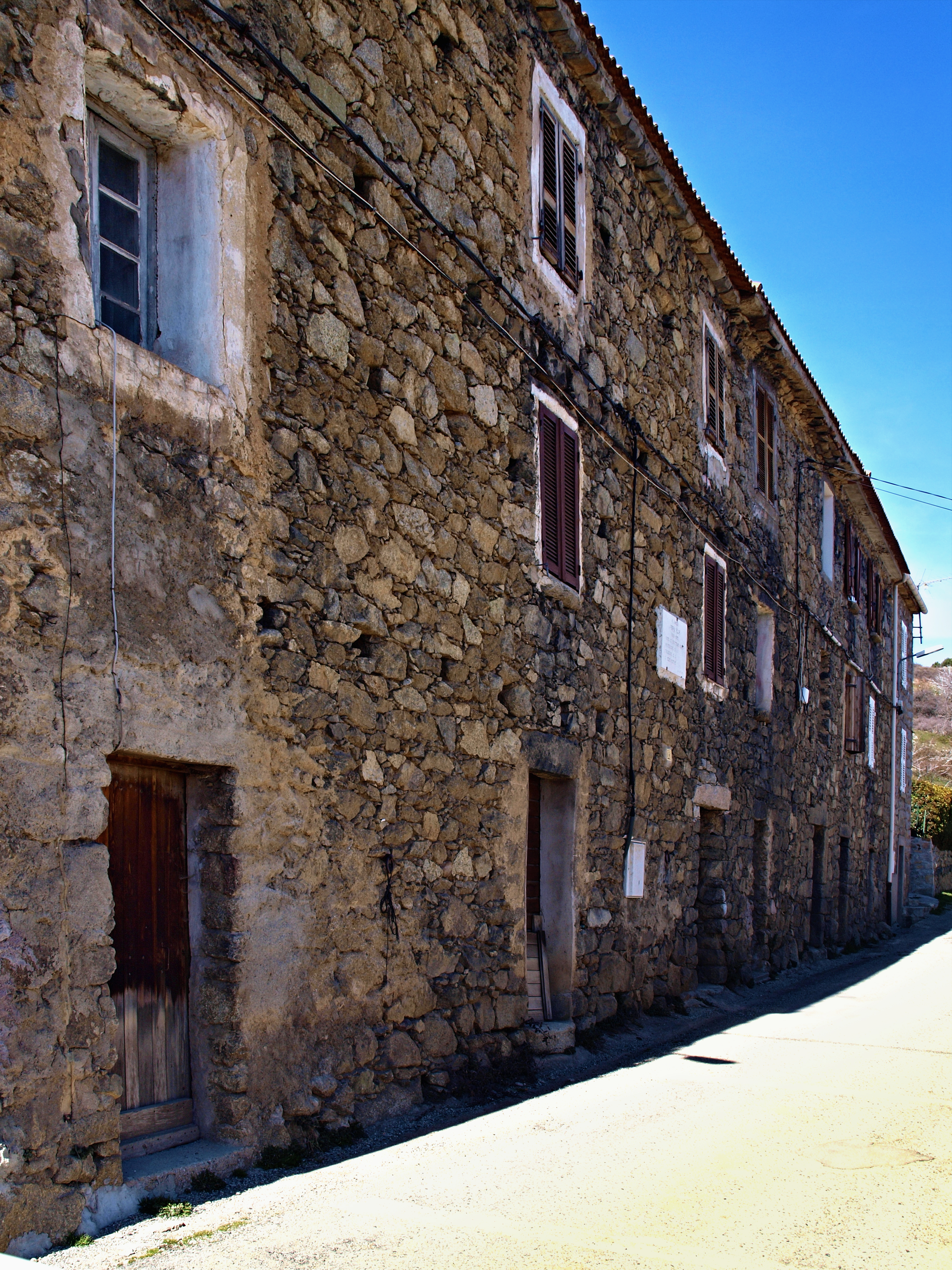
Maison de Peppu Flori.
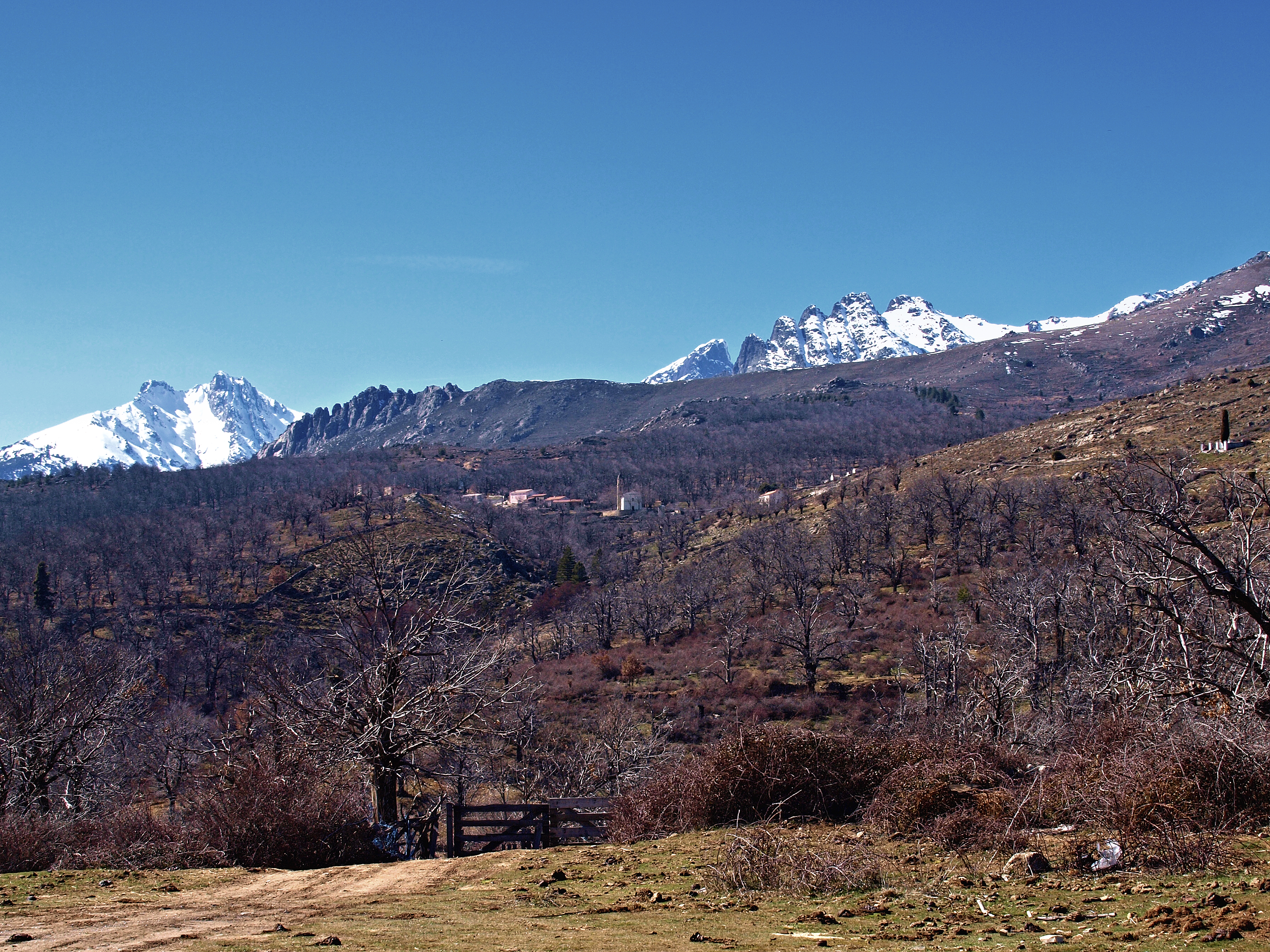
Vue de Poggio-di-Lozzi.
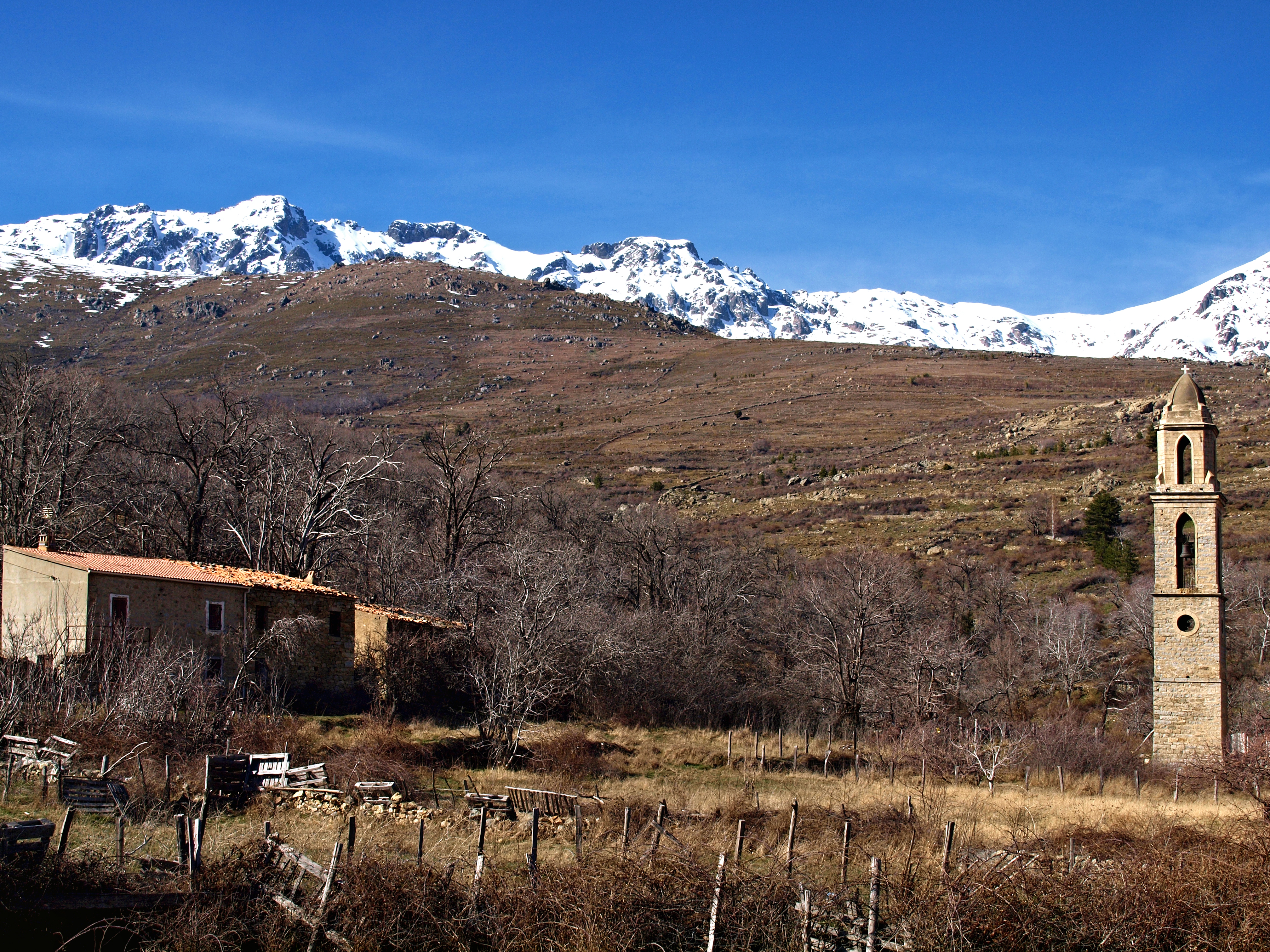
Clocher de Santa-Maria Assunta et Monte Cinto.

#### Église paroissialeSaint-Jacques

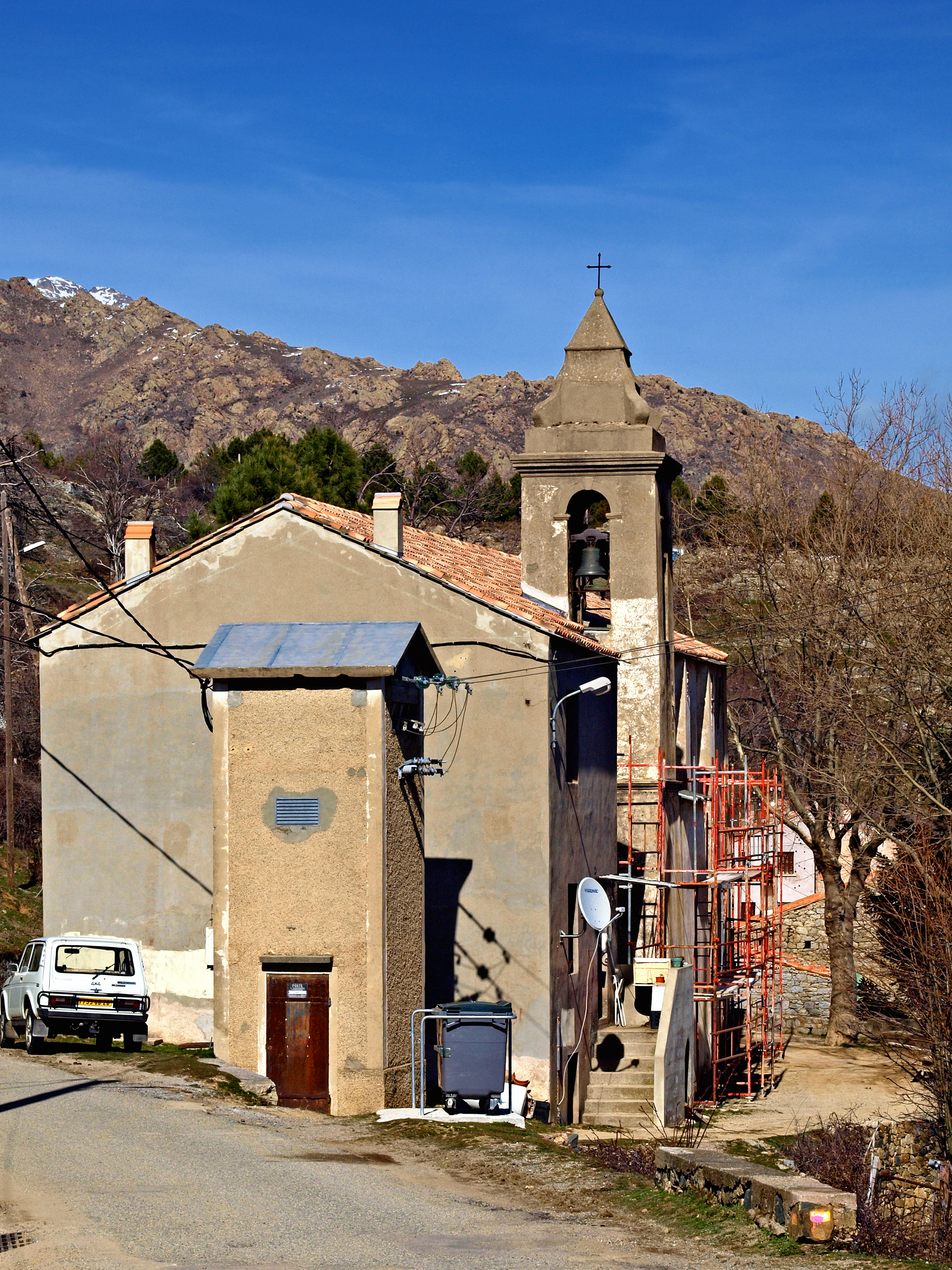
Église San Ghiacumu.

L'église Saint-Jacques (San Ghjàcumu) le Majeur est située entre Lozzi et Acquale. Elle date de 1668 ; début XVIIIe siècle. C'est un édifice de plan allongé avec une nef centrale et quatre chapelles latérales. Son clocher date de 1704. 

À l'intérieur subsiste une tribune d'orgue, l'orgue ayant disparu. Ils proviennent de l'ancien couvent de Girolata lorsqu’il fut désaffecté probablement à la fin du XVIIIe siècle. L'édifice recèle trois tableaux remarquables, toiles peintes, Saint-Jacques au pied de la Vierge, Sacré Cœur de Marie et David et Sainte-Cécile, œuvres de Domenico Desanti (1824 Cauro - 1892 Ajaccio), peintre et sculpteur corse du XIXe siècle.

#### Église SantaMaria Assunta

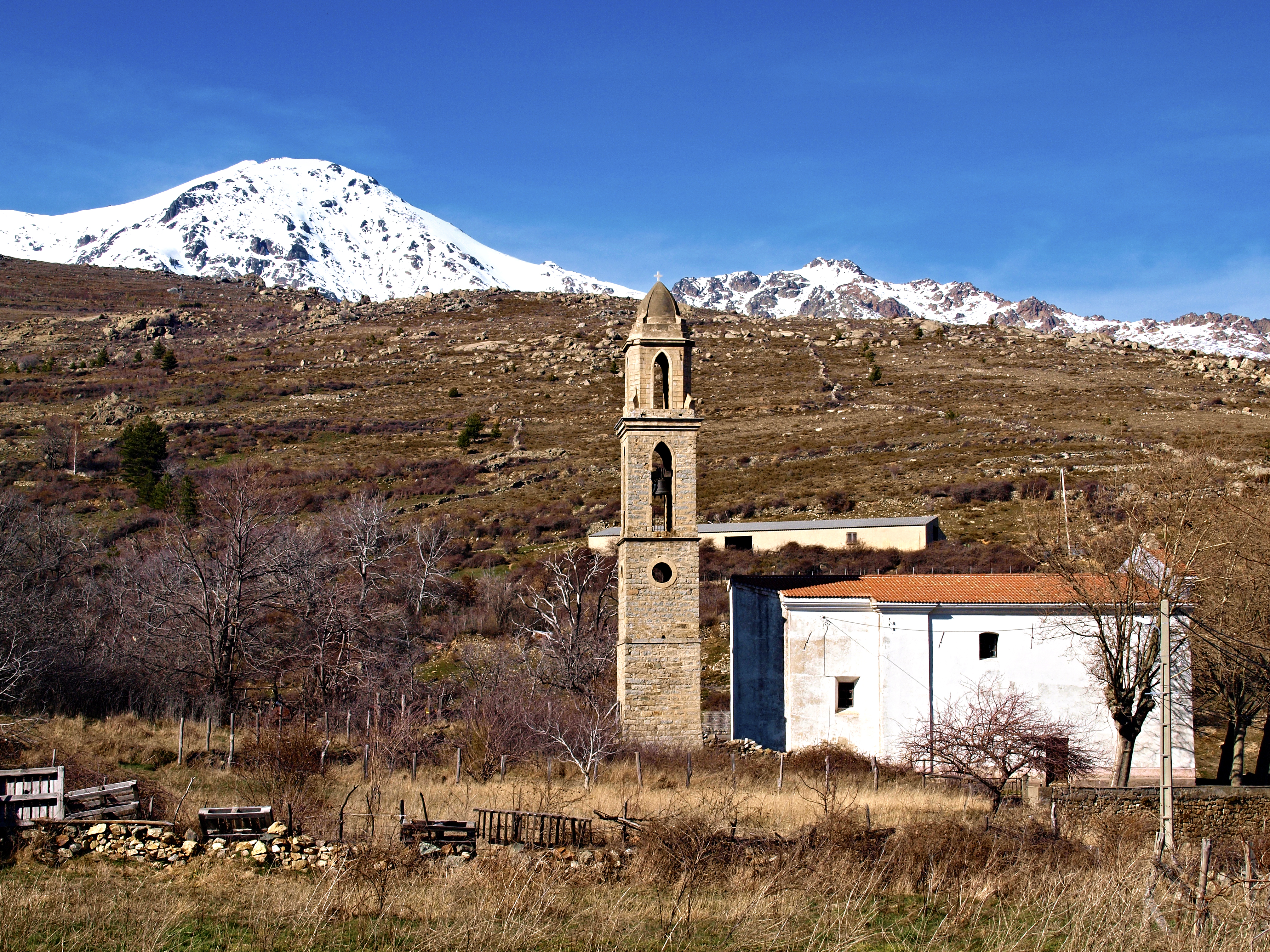
Église Santa Maria Assunta et Capo al Berdato.

L'église Santa Maria Assunta située à Poggio-di-Lozzi. Son clocher à trois étages est isolé. Elle renferme une toile La Vierge de L'Assomption , œuvre de Domenico Desanti.
- Chapelle privée du Palazzu

### Patrimoine naturel

#### Parc naturel régional de Corse
Lozzi est l'une des cinq communes du « territoire de vie » nommé Niolu du parc naturel régional de Corse. Ce vaste espace protégé de 362 978 ha est repris à l'Inventaire national du patrimoine naturel sous la fiche Corse (FR8000012).

#### ZNIEFF
La commune est concernée par deux zones naturelles d'intérêt écologique, faunistique et floristique de 2e génération :
Crêtes et hauts versants asylvatiques du Monte Cinto
Lozzi fait partie des seize communes comprises dans la zone naturelle d'intérêt de 2e génération nommée « ZNIEFF 940004233 - Crêtes et hauts versants asylvatiques du Monte Cinto ».
Cette vaste ZNIEFF qui comprend l'ensemble du haut massif du Cinto au sens large, est constituée en grande partie par des roches d'origine volcanique (rhyolites).
Pelouses sommitales du Monte Cinto
Lozzi, avec Albertacce, Asco, Corscia et Manso, est concernée par la ZNIEFF 940013188 - Pelouses sommitales du Monte Cinto ». La zone considérée, limitée à l'arête culminale du Cinto, est un secteur constitué d'éboulis et de blocs de rochers avec çà et là des pelouses rases où les conditions climatiques sont extrêmes avec un enneigement persistant huit à neuf mois dans des névés permanents aux ubacs.

#### Le Monte Cintu et la Châtaigneraie

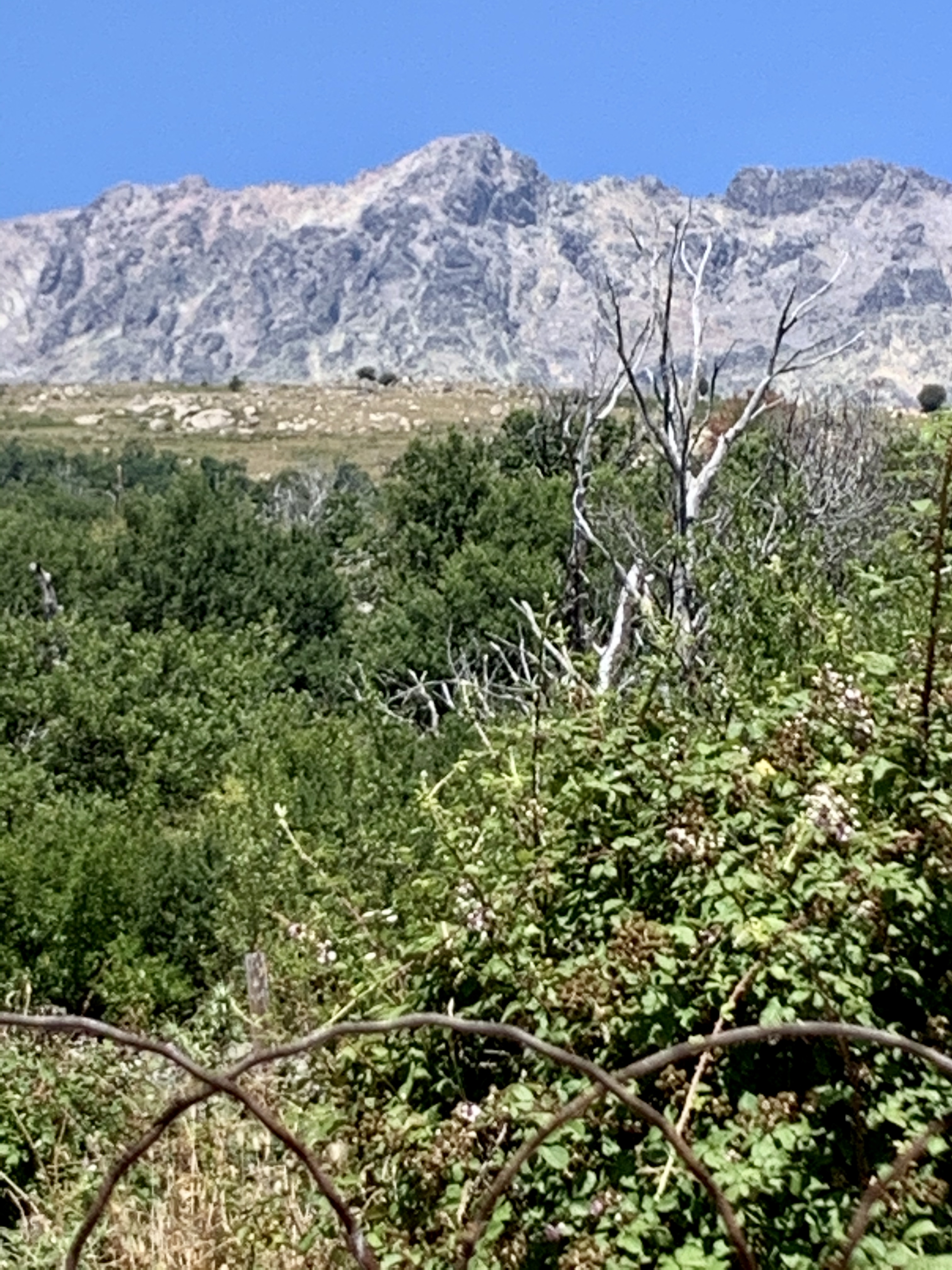
Le Monte Cintu

- Le Monte Cintu (2 706 m), point culminant de l'île, se situe « à cheval » sur les communes d'Asco et de Lozzi.Le Monte CintuLac du Cinto (2 289 m), au pied du Monte Cinto
- La châtaigneraie. Avec celle des autres communes du Niolu, elle constitue ce que l'on appelle quelquefois « la petite Castagniccia ».

### Personnalités liées à la commune
- Sebbiu Acquaviva dit Marzu di Niolu (L’Acquale di Niolu 1727 - dans les environs d’Ota 1772). À la tête d’une troupe armée, peut-être conseillé par son oncle l’abbé Francescu Acquaviva, s’est opposé à l’occupation de la Corse par les Français. A été tué dans une embuscade, début mars 1772[14].
- Francescu Acquaviva, ecclésiastique, docteur de l'université de Padoue (voir sur la page Cronica di a Corsica l'opinion du comte de Vaux sur le père Acquaviva).
- Marcellu Acquaviva (1923 - 2002) poète
- Prosper Farinacci. Selon certains, le célèbre jurisconsulte du XVIe siècle serait né à Lozzi et non pas à Rome (Farinacci est l'auteur, notamment, d'un traité sur la théorie et la pratique du droit criminel, considéré comme la première synthèse sur la notion de "doute raisonnable" qui doit profiter à l'accusé)[27].
- Max Simeoni (Lozzi 1929), ancien député européen
- Marcel Lorenzoni (Poggio-di-Lozzi 1944 - Bastelica 2000), militant nationaliste
- Georges Baptiste Simeoni (1889 - 1981) - Capitaine / Les Français Libres, de juin 1940 à juillet 1943 Forces Françaises de l’Intérieur (FFI)[28]

Le village de Lozzi est connu pour la qualité de ses poètes, notamment :

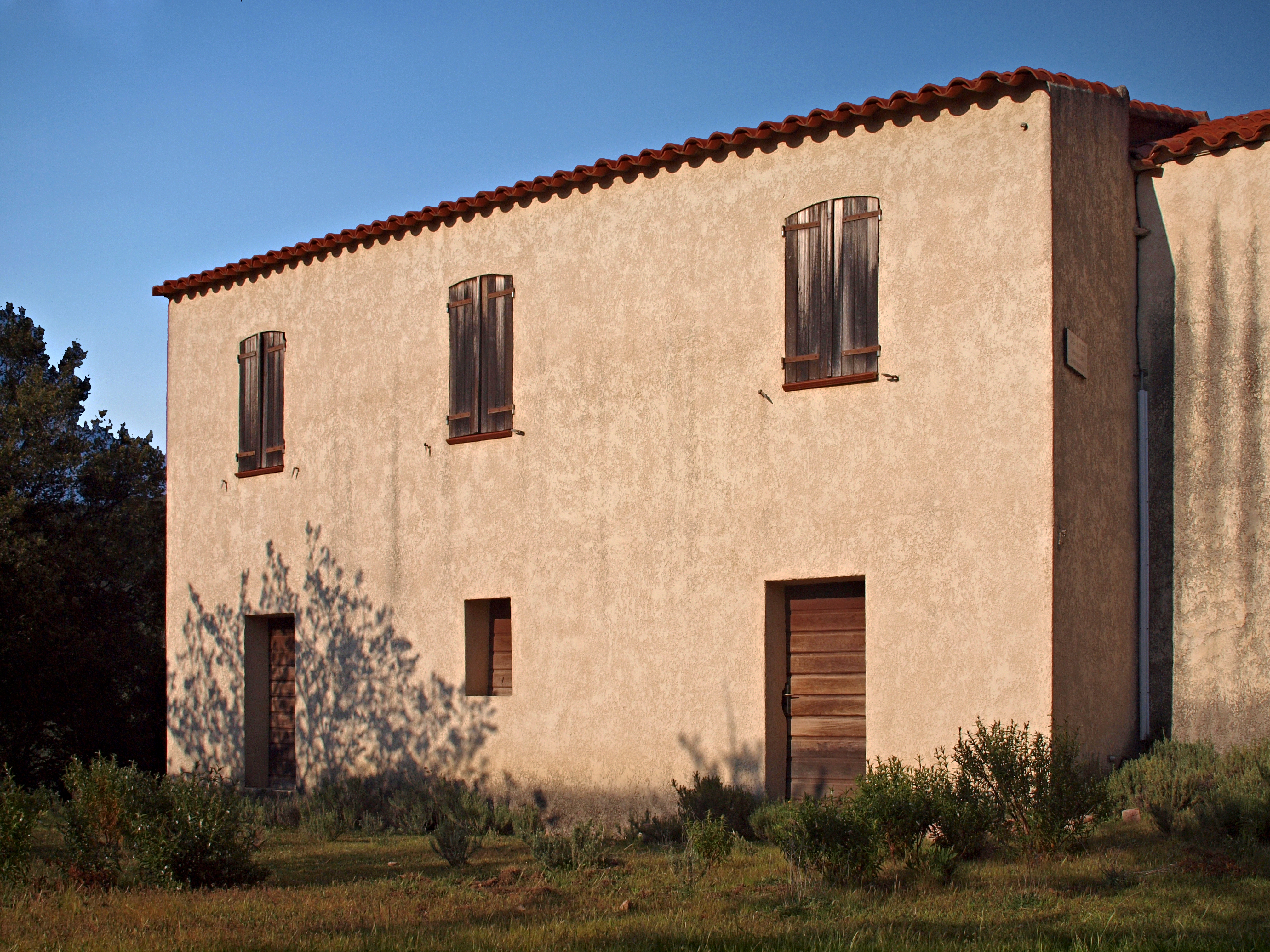
Maison des Poètes à Prezzuna (Galéria).

- Don-Joseph Giansily, Don-Ghjaseppu Giansily dit Pampasgiolu di l'Acquale (1901 - 1977), célèbre pour ses « Chjami è Rispondi ».
- Jean-Joseph Flori, Ghjuvan-Ghjuseppu Flori dit Peppu, (1898 - 1972), poète et écrivain. Sur la façade de la maison qu'il habitait est apposée une plaque commémorative sur laquelle est écrit : In omaggiu Peppu Flori (1898 - 1972) pueta e scrittore corsu maintenidori di a tradizione e di a fede nostre - 26 aostu 1973).
- Dumenicone Acquaviva (auteur de U riccusatu)
- Ange-Étienne Gentili (abbé -), (Calacuccia 1885 - Lozzi 1961). Écrivain et poète de langue corse avec le pseudonyme de Prete Gnigninu.